# International Association of Bridge, Structural, Ornamental and Reinforcing Iron Workers
L'International Association of Bridge, Structural, Ornamental and Reinforcing Iron Workers (en français : « Association internationale des ouvriers des ponts, ornements et structures métalliques »), fondé en 1896, est un syndicat présent aux États-Unis et au Canada, qui représente principalement les travailleurs de la construction, des chantiers navals et de la métallurgie.